# قطعنامه ۸۶۸ شورای امنیت
قطعنامه  ۸۶۸ شورای امنیت سازمان ملل متحد که در تاریخ ۲۹ سپتامبر ۱۹۹۳ تصویب شد، سندی بین‌المللی دربارهٔ عملیات حفظ صلح است. این قطعنامه طی نشست ۳۲۸۳ام با ۱۵ رای موافق، ۰ مخالف و ۰ ممتنع تصویب شد.